# Polnische Mark
Polnische Mark (marka polska, Abkürzung: mp.) war Landeswährung im sogenannten Regentschaftskönigreich Polen von 1916 bis 1918 und in der Zweiten Polnischen Republik von 1918 bis 1924. Am 14. April 1924 wurde (nach der Gründung einer neuen Notenbank, der Bank Polski) die infolge einer Hyperinflation wertlos gewordene Währungseinheit durch den goldgedeckten Złoty ersetzt, der zum Umtauschkurs 1 Złoty = 1.800.000 polnische Mark eingeführt wurde. 1 Dollar war nun 5,18 Złoty wert.

## Zeittafel zur Geschichte der Polnischen Mark
- 1916: Am 5. November wurde ein unabhängiges Königreich Polen unter einem Regentschaftsrat auf dem Gebiet des ehemaligen Kongresskönigreiches von den Besatzungsmächten Deutschland und Österreich-Ungarn proklamiert.
- 1916: Am 9. Dezember gründete der Chef der „Kaiserlich-deutschen Zivilverwaltung für Polen links der Weichsel“ (später: Kaiserlich-deutschen Zivilverwaltung beim Generalgouvernement Warschau) Wolfgang von Kries eine polnische Nationalbank, die „Polnische Landeskreditanstalt“ (Polska Krajowa Kasa Pożyczkowa), die das Recht zur Emission einer neuen Währung, der Marka Polska  (Polnischen Mark) erhielt. Die deutsche Reichsbank garantierte die Emission bis zu 1 Mrd. Mark.
- 1917: Der Druck einer zweiten Serie von Banknoten in den Werten von 1/2 Mark, 1 Mark, 2 Mark, 5 Mark, 10 Mark, 20 Mark, 50 Mark, 100 Mark und 1000 Mark beginnt. Sämtliche Banknoten zeigen den polnischen Weißen Adler in rotem Feld.
- 1918: Am 7. September übernahm die neue polnische Regierung die Leitung der „Landeskreditanstalt“. Die Polnische Mark wurde vorläufig als Landeswährung beibehalten. Bis zum Waffenstillstand am 11. November 1918 wurden insgesamt 880 Millionen Polnische Mark emittiert. Zum Jahresbeginn 1919 wurden einfache Geldscheine als Interimslösung der polnischen Landeskreditanstalt verausgabt; dabei wurde auch auf die deutsche Vorlage einer 500-Mark-Note zurückgegriffen.

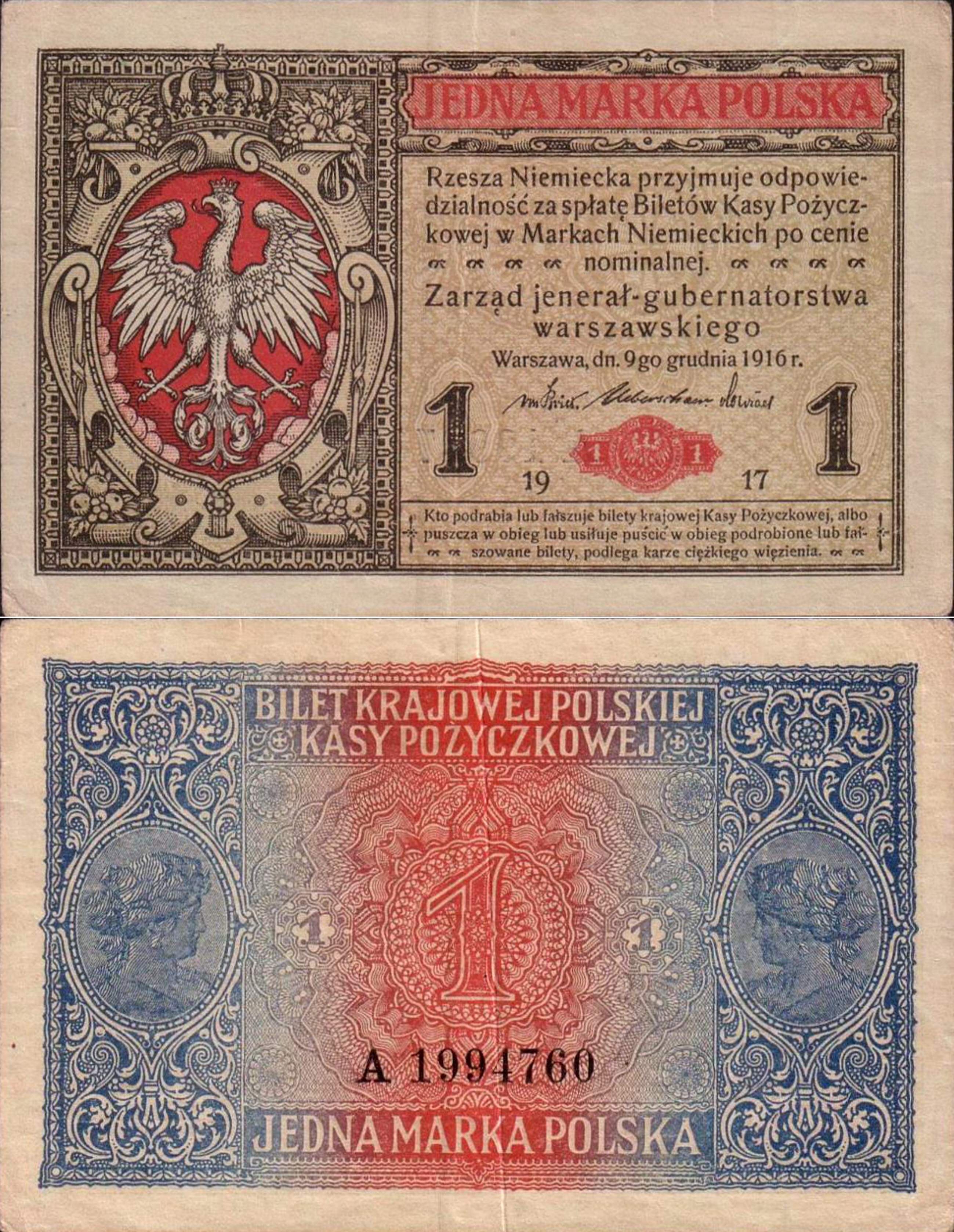
Serie unter deutscher Verwaltung
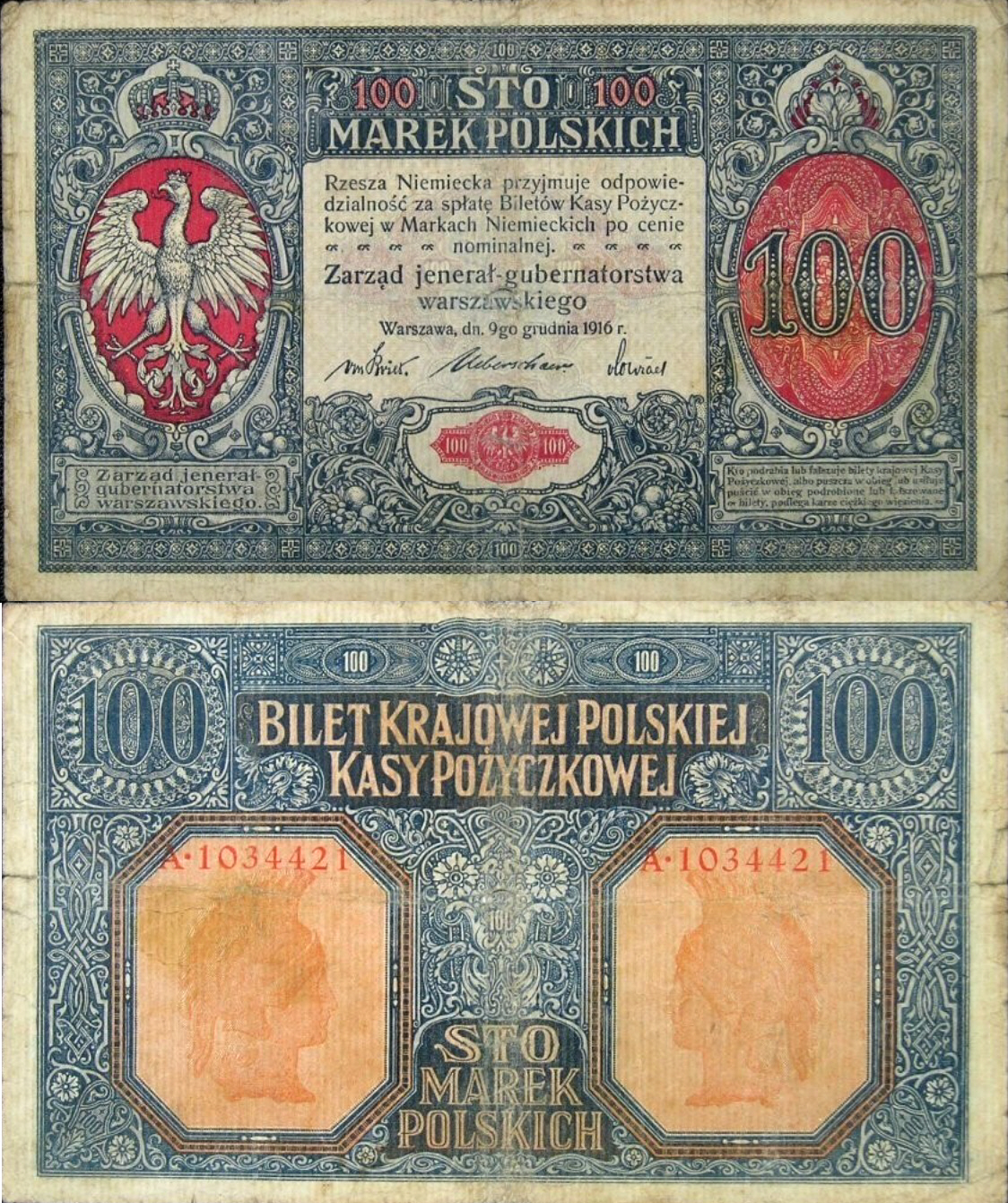
Serie unter deutscher Verwaltung
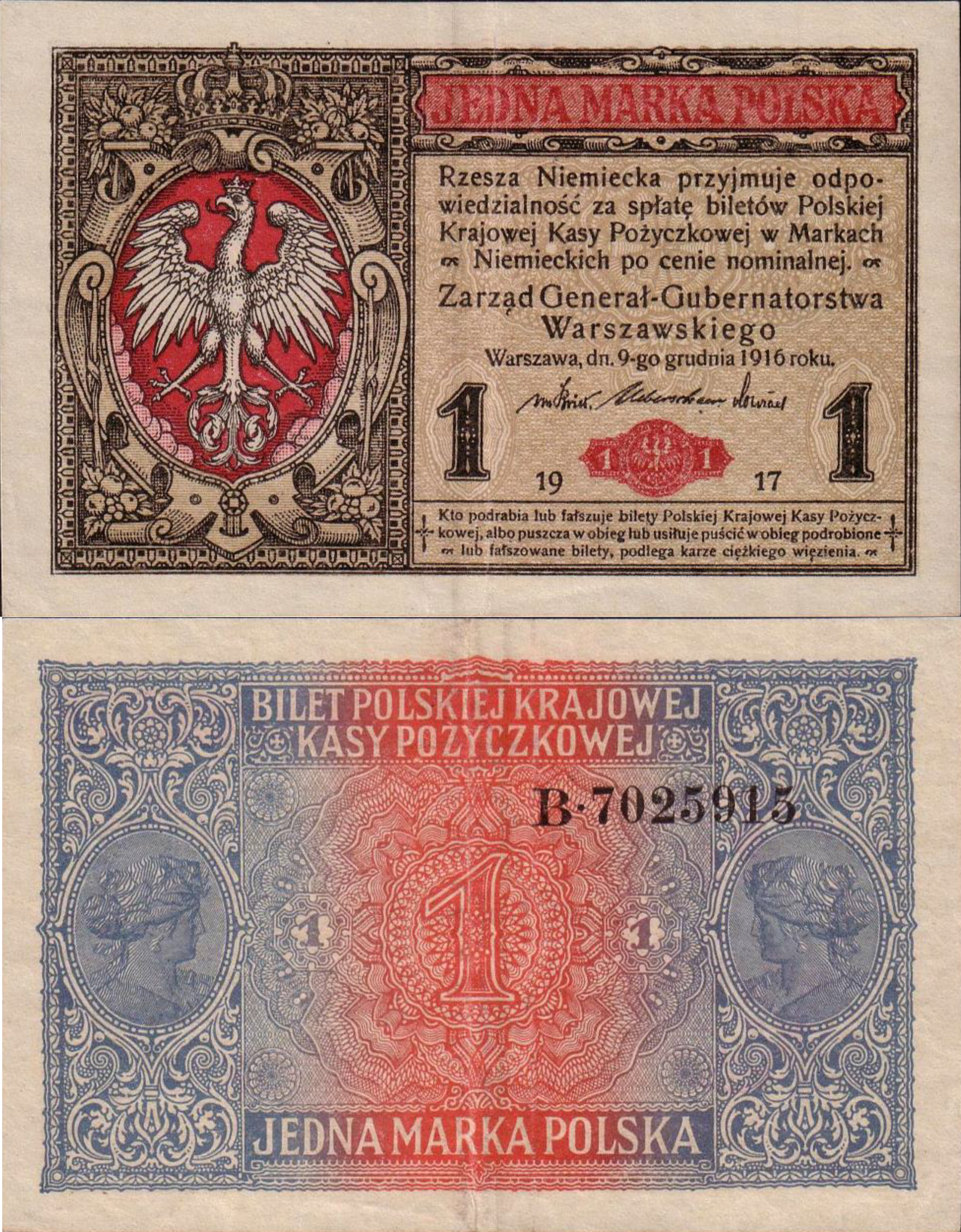
Zweite deutsche Geldschein-Serie, 1917
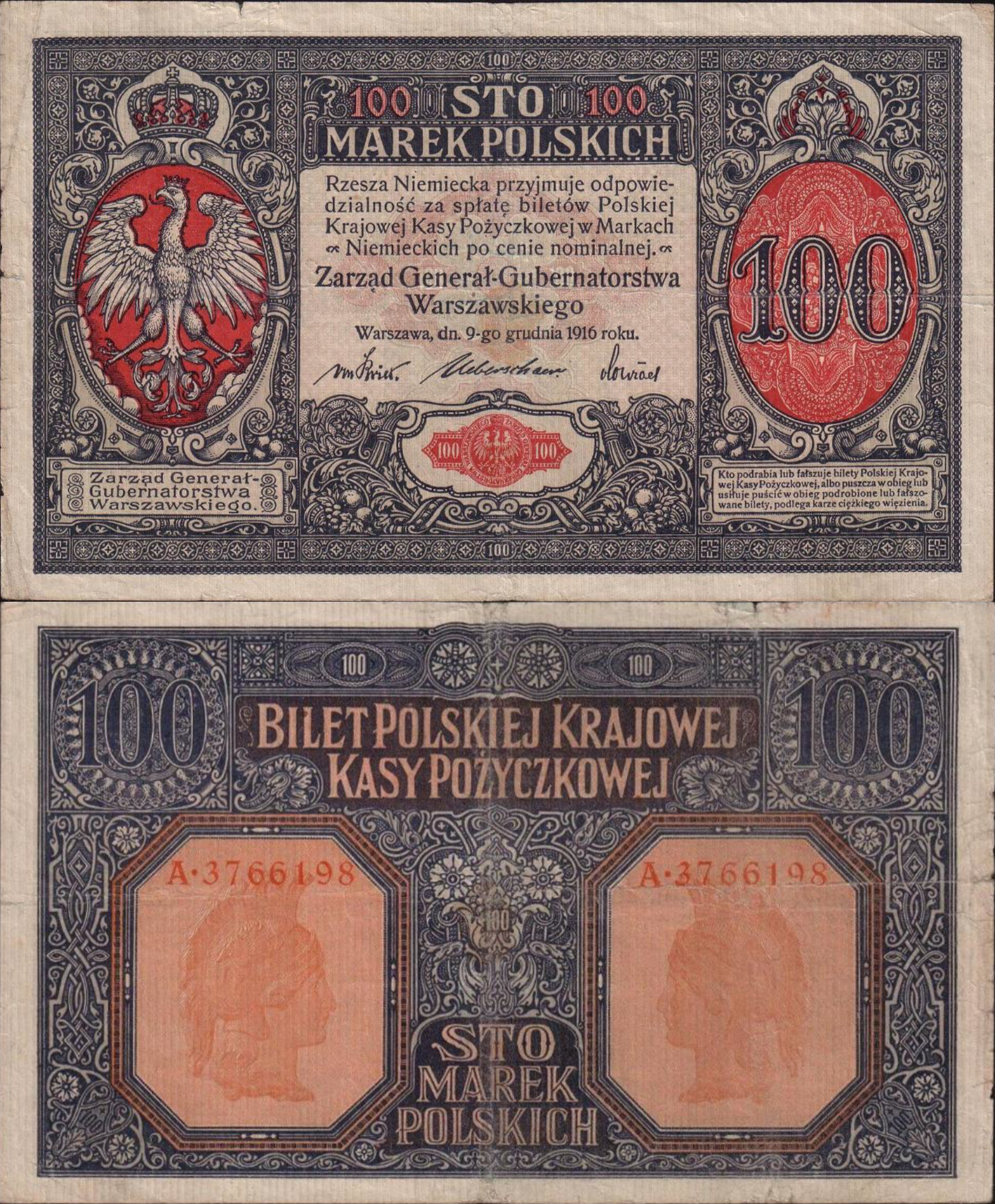
Zweite deutsche Geldschein-Serie, 1917
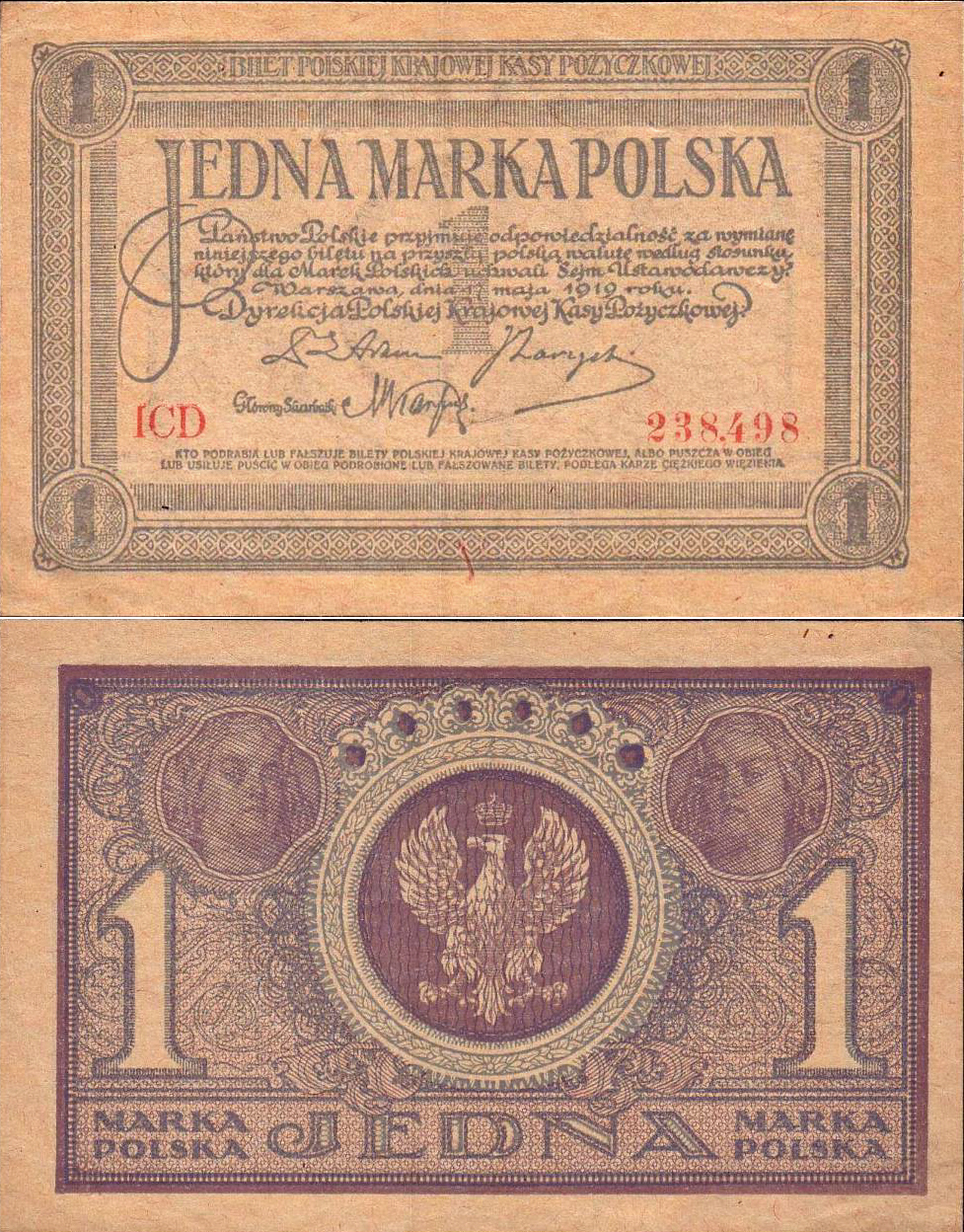
Polnische Interimsserie, 17. Mai 1919
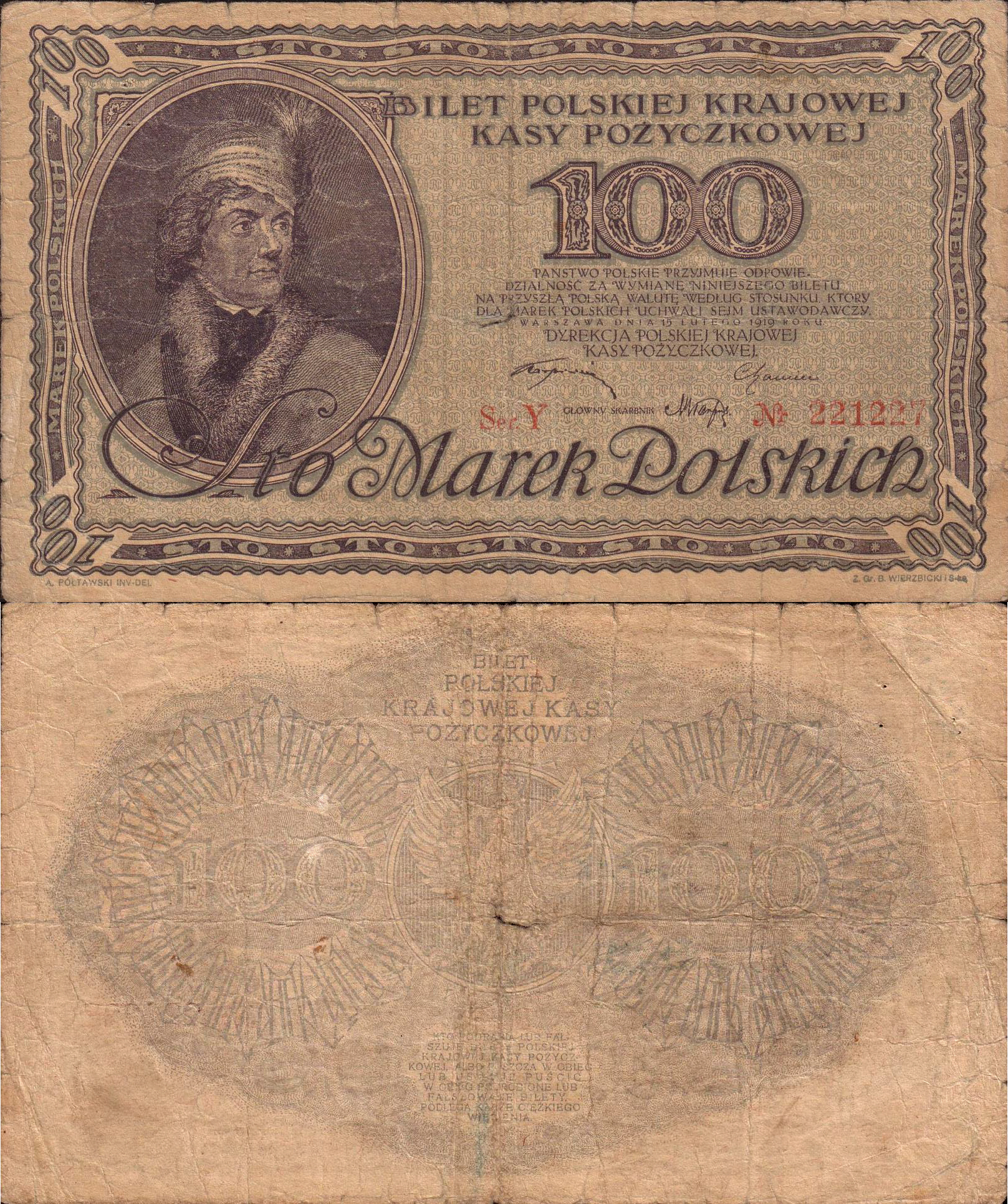
Polnische Interimsserie, 15. Februar 1919

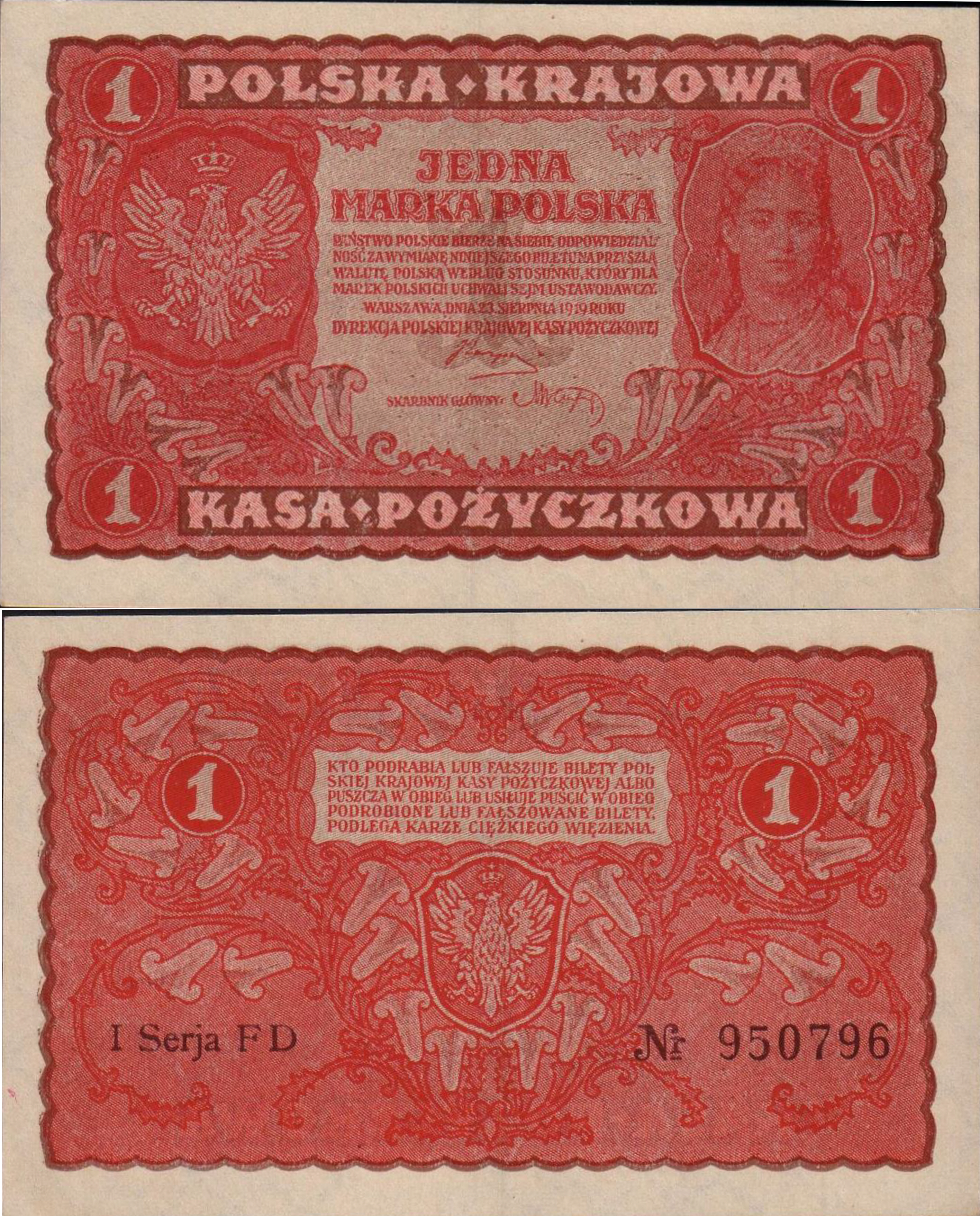
Polnische Geldschein-Serie vom 23. August 1919
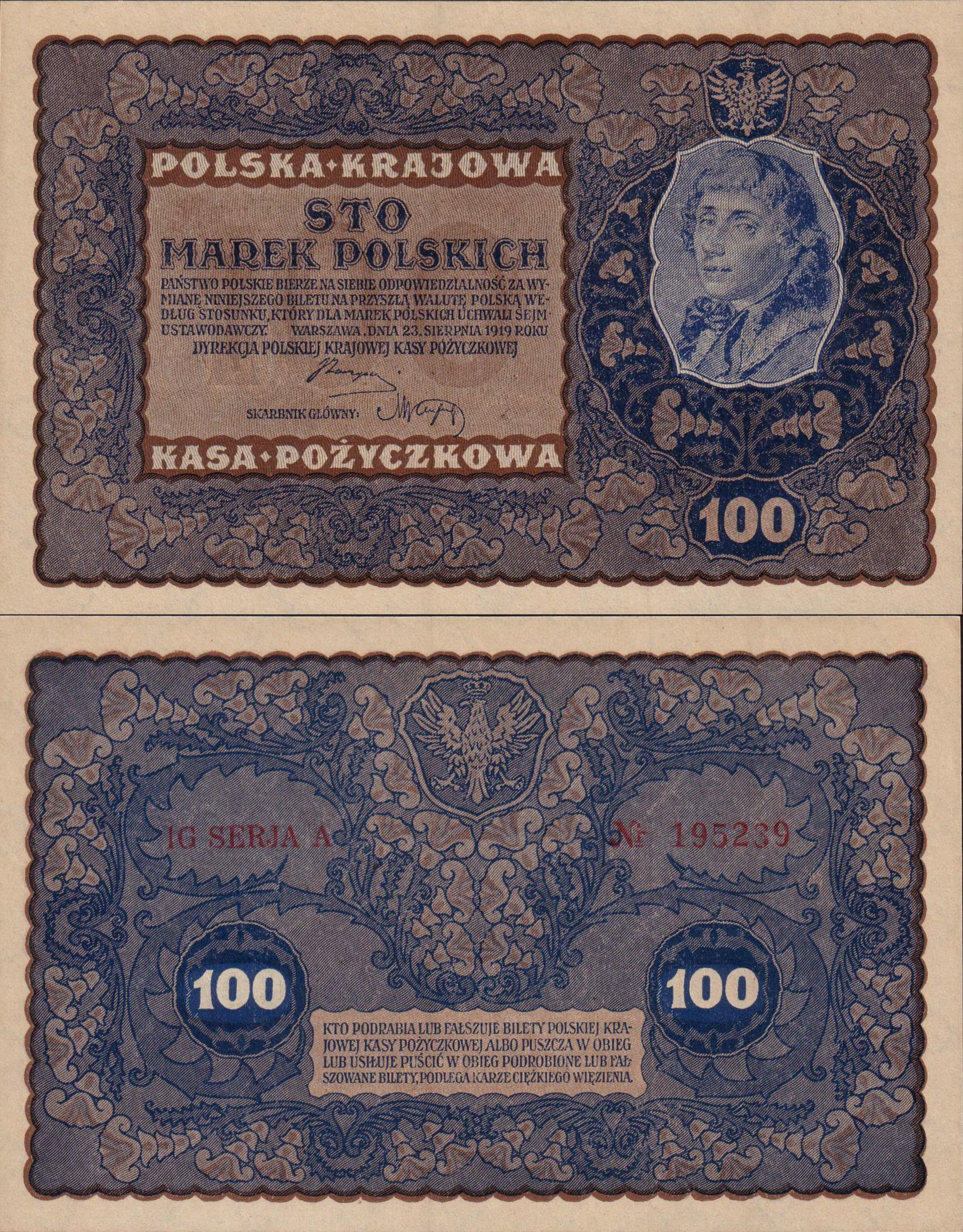
Polnische Geldschein-Serie vom 23. August 1919
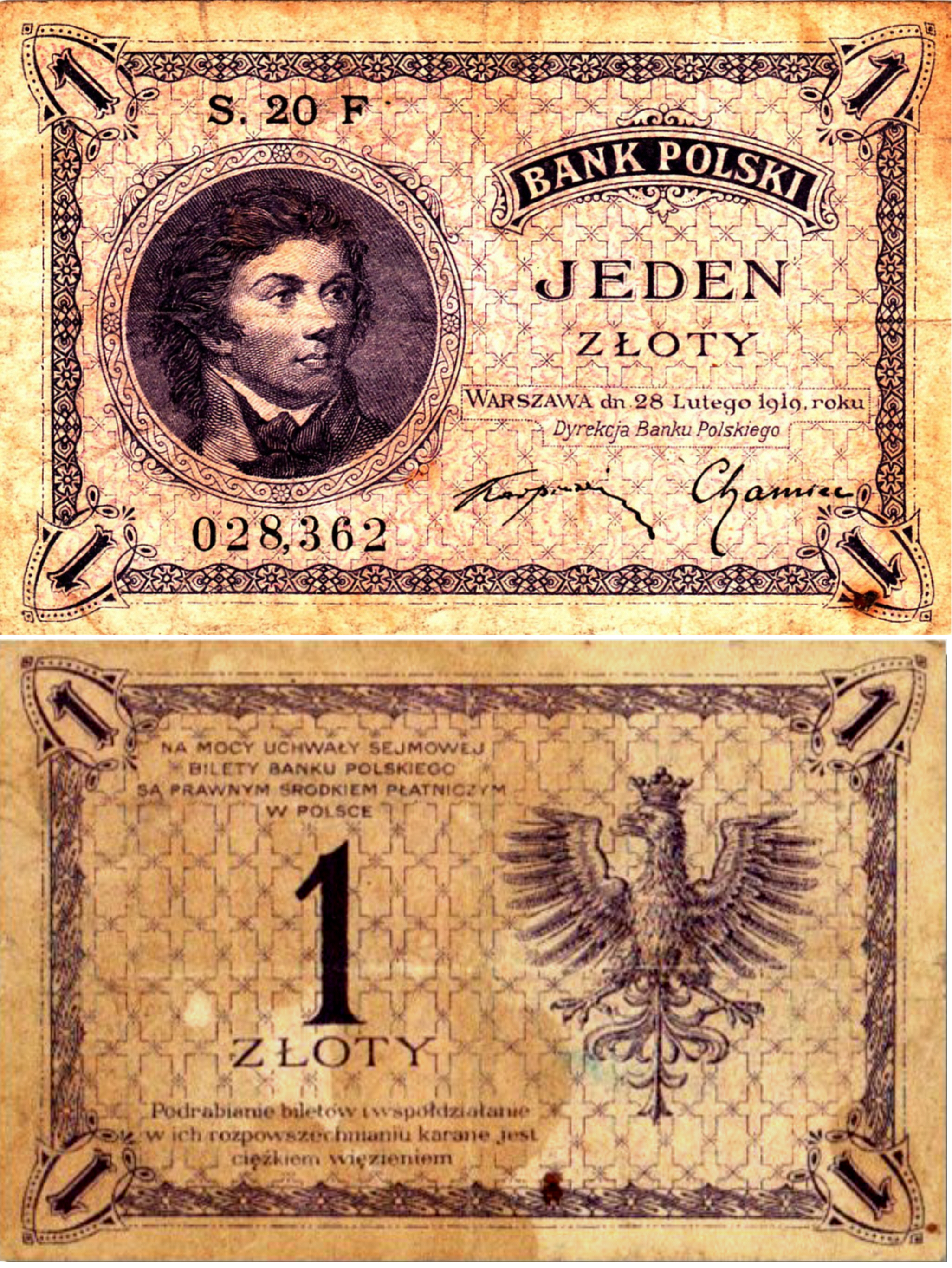
Złoty-Banknoten nach dem 14. April 1924
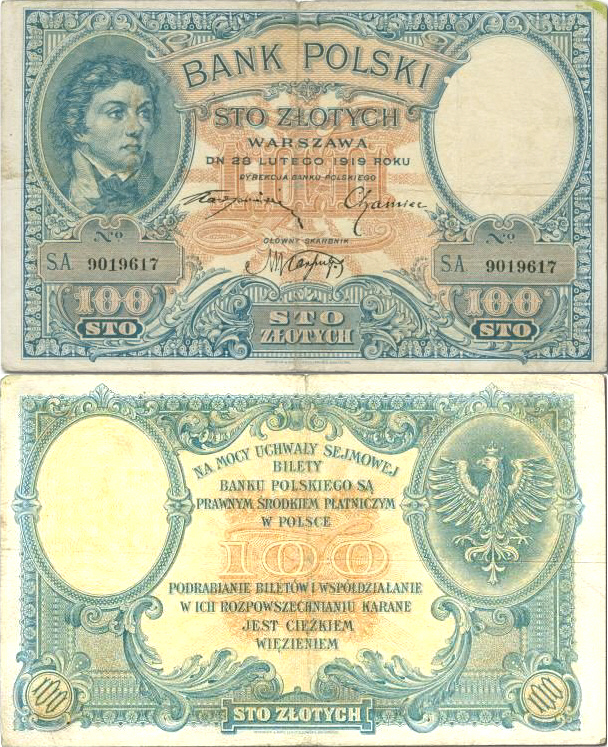
Złoty-Banknoten nach dem 14. April 1924

- 1919: Am 23. August erschienen neue Banknoten der polnischen Landeskreditanstalt. Die Geldscheine mit den Nennwerten 1, 20 und 500 mp zeigen das Bildnis der Königin Hedwig I., die Geldscheine mit den Nennwerten 5, 10, 100 und 1000 mp zeigen das Bildnis von Tadeusz Kościuszko. Zum Jahresbeginn 1920 erschienen zusätzlich auch Banknoten zu 1/2 mp mit Kościuszko und 5000 mp mit der Königin Hedwig und Kościuszko. Im Umlauf befanden sich damals 5 Mrd. Mark.

- 1922: Wegen der Inflation erschien im März die Banknote von 10.000 Mark und im Oktober eine von 50.000 Mark. Im Umlauf befanden sich 207 Mrd. Mark.
- 1923: Aufgrund der ansteigenden Inflation wurden Banknoten im Wert von 100.000, 250.000, 500.000 und 1 Million Mark, schließlich am Ende dieses Jahres auch solche im Wert von 5 und 10 Millionen Mark ausgegeben.

| 1 US-Dollar kostete in diesen Jahren: |                |
| 1919                                  | 90 Mark        |
| 1921                                  | 6.000 Mark     |
| Mai 1923                              | 52.000 Mark    |
| Juli 1923                             | 140.000 Mark   |
| Anfang November 1923                  | 2.000.000 Mark |
| Ende November 1923                    | 5.000.000 Mark |
| Januar 1924                           | 9.300.000 Mark |

- 1924: Die Inflation wurde am 14. April 1924 durch Gründung der Bank Polski und Einführung der neuen Währung Złoty beendet. Aus nationalen Gründen trug die erste Serie Złoty-Noten das Datum 28. Februar 1919.

## Münzen

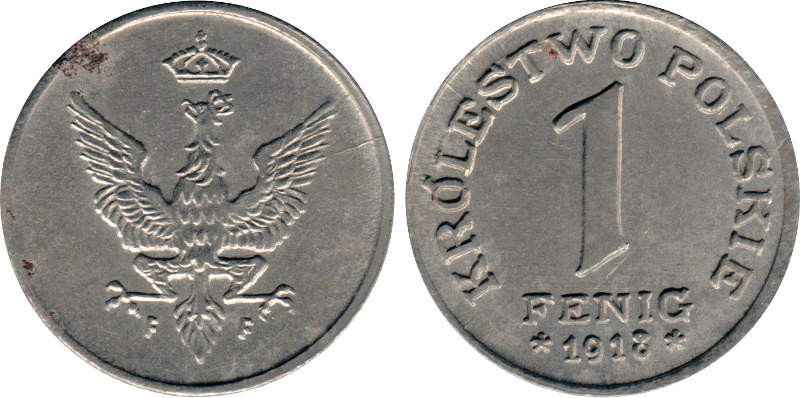
1 Fenig aus dem Jahr 1918

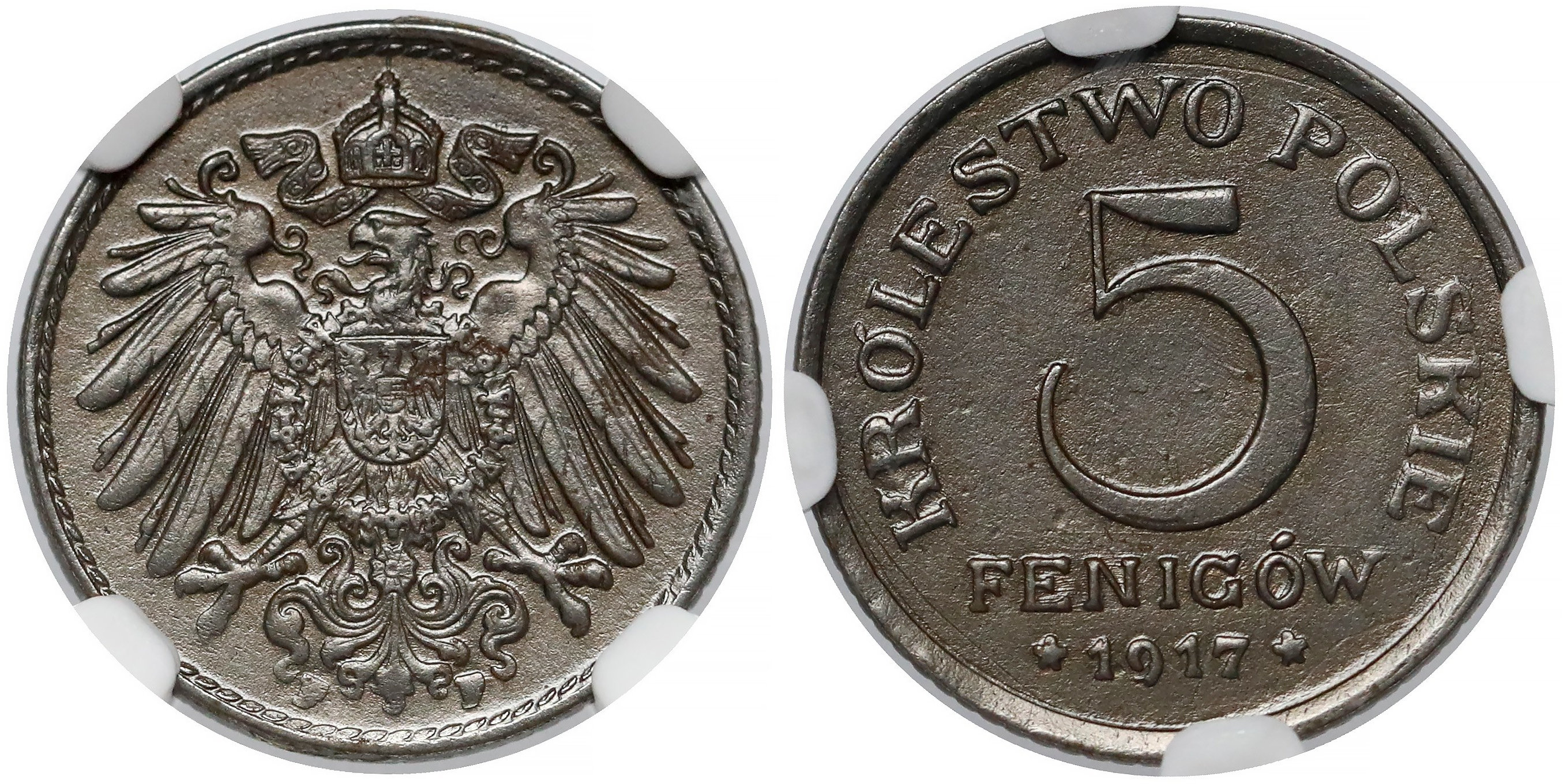
5 Fenigów mit deutschem Reichsadler

Anfangs, 1917 und 1918, wurden Eisenmünzen zu 1 Fenig und 5, 10 und 20  Fenigów geprägt. Prägeort war dabei Stuttgart, erkennbar an den beiden „F“ an den Füßen des Adlers. Auch gab es in geringer Auflage Hybride mit den entsprechenden deutschen Pfennigen jener Zeit. Zum Beispiel gab es 5 und 10 Fenigów Stücken mit dem deutschen Reichsadler auf der Rückseite, oder mit deutscher Beschriftung auf der Vorderseite, in Zink. Alle Münzen wurden wegen der hohen Inflation bald wieder aus dem Verkehr gezogen. Später, 1922 und 1923, wurden noch Probemünzen zu 50 Mark und 100 Mark geprägt, die aber nicht in die Zirkulation kamen.

## Sonstige Währungen
Mark (Marka, nicht polnische) war auch die geplante Währung in der ehemaligen Provinz Posen nach der Lostrennung von Preußen im Dezember 1918. Das Projekt, das die Herausgabe von 1-, 2-, 5-, 10-, 20-, 50- und 100-Mark-Scheinen durch die „Bank für Westpolen“ vorsah (da man anfänglich die Zollgrenze zwischen der Provinz Posen und dem übrigen Polen aufrechterhalten wollte), wurde wegen Protesten der Warschauer Zentralregierung nicht verwirklicht.
Die Geldscheine, im Geiste des Jugendstils entworfen, zeigen ein stilisiertes Bauernpaar. Heute sind von der ganzen Emission nur drei 50-Mark-Scheine erhalten.